# Roasso Kumamoto
Roasso Kumamoto (ロアッソ熊本) är ett fotbollslag från Kumamoto i Japan.
Roasso Kumamoto deltog för första gången i proffsligan J-League 2008 efter att ha slutat på andra plats i den högsta amatörsdivisionen året innan.
Namnet "Roasso" är en ihopsättning av de italienska orden "röd" (rosso) och "ess" (asso). Laget spelar i en helt röd uniform som är gjord av Puma.

## Placering tidigare säsonger
| Säsong | Nivå | Liga      | Placering | Referens | Notering |
| ------ | ---- | --------- | --------- | -------- | -------- |
| 2008   | 2    | J2 League | 12        | [ 1 ]    |          |
| 2009   | 2    | J2 League | 14        | [ 2 ]    |          |
| 2010   | 2    | J2 League | 7         | [ 3 ]    |          |
| 2011   | 2    | J2 League | 11        | [ 4 ]    |          |
| 2012   | 2    | J2 League | 14        | [ 5 ]    |          |
| 2013   | 2    | J2 League | 19        | [ 6 ]    |          |
| 2014   | 2    | J2 League | 13        | [ 7 ]    |          |
| 2015   | 2    | J2 League | 13        | [ 8 ]    |          |
| 2016   | 2    | J2 League | 16        | [ 9 ]    |          |
| 2017   | 2    | J2 League | 21        | [ 10 ]   |          |
| 2018   | 2    | J2 League | 21        | [ 11 ]   |          |
| 2019   | 3    | J3 League | 4         | [ 12 ]   |          |
| 2020   | 3    | J3 League | 8         | [ 13 ]   | Pandemin |
| 2021   | 3    | J3 League | 1         | [ 14 ]   | Pandemin |
| 2022   | 2    | J2 League | 4         | [ 15 ]   | Pandemin |
| 2023   | 2    | J2 League | 14        | [ 16 ]   |          |
| 2024   | 2    | J2 League | 12        | [ 17 ]   |          |